# Annemarie Goedmakers
Anne Maria Catharina (Annemarie) Goedmakers, née le 25 mars 1948 à Amsterdam, est une femme politique néerlandaise.
Membre du Parti travailliste, elle siège aux États provinciaux de Hollande-Méridionale de 1978 à 1983 et au Parlement européen de 1989 à 1994. 